# Onkel Paul
Onkel Paul (Les belles histoires de l'oncle Paul) ist eine zwischen 1951 und 1982 erschienene frankobelgische Comicserie.

## Handlung
Geschildert wurden meist historische Ereignisse. Diese waren eingebunden in eine kleine Rahmenhandlung, bei der der  pfeifenrauchende Onkel Paul seinen beiden Neffen die Geschehnisse kenntnisreich und anschaulich schilderte.

## Hintergrund
Im Auftrag der World Press von Georges Troisfontaines begann Jean-Michel Charlier diese didaktische Serie 1951 in Spirou. Das Porträt von Onkel Paul und seinen beiden Neffen stammte von Victor Hubinon und wurde am Anfang und am Ende jeder Kurzgeschichte eingefügt. Das Aussehen wurde im Lauf der Zeit durch den jeweiligen Zeichner angepasst. Die Kurzgeschichten hatten gewöhnlich vier Seiten, konnte aber auch fünf oder sechs Seiten betragen. Eddy Paape, Dino Attanasio, René Follet, Jean Graton, MiTacq und Gérald Forton prägten die ersten Jahre. Viele junge Zeichner begannen hier ihre Karriere.
Neben Jean-Michel Charlier konnten auch andere Autoren wie René Goscinny oder Dino Attanasio einzelne Beiträge abliefern. Octave Joly, seit 1951 dabei, wurde 1954 alleiniger Autor und schrieb bis 1982 mehr als tausend Kurzgeschichten. Pierre Dupuis übernahm die Verantwortung der Serie 1968 von der World Press und führte sie mit Arthur Piroton, José Lopez Fernandez, Juan Manuel Cicuendez und Claude Pascal weiter. Wie bisher konnten junge Künstler ihr Können in dieser Serie unter Beweis stellen. In den Jahren 1980 und 1982 beschränkte sich die Länge der Geschichten auf eine Seite.

## Veröffentlichungen
Die Kurzgeschichten wurden zwischen 1951 und 1960 als Les belles histoires de l’oncle Paul in Spirou veröffentlicht und erschienen in den Jahren 1960 bis 1980 als Les plus belles histoires de l’oncle Paul. Zwischen 1980 und 1982 trug die Serie den Titel Histoire en mille morceaux. Eine Auswahl an Kurzgeschichten wurden bei Dupuis zuerst in dreizehn und später in der Collection L'histoire en bandes dessinées in acht Alben veröffentlicht. Beim Verlag La vache qui médite erscheint seit 2009 eine Gesamtausgabe.
Erstmals auf Deutsch wurde die Reihe in den Jahren 1971 und 1972 in verschiedenen Heftreihen von Bastei abgedruckt. Zwischen 1976 und 1978 erschien die Serie in mehreren Ausgaben von Fix und Foxi bei Kauka. In deutscher Sprache wurden keine eigenen Alben veröffentlicht.

## Zeichner (Auswahl)
- 1951–1966: Eddy Paape
- 1951–1953: Dino Attanasio
- 1951–1958: René Follet
- 1951–1954: Jean Graton
- 1951–1959: MiTacq
- 1952–1965: Pierre Dupuis
- 1952–1964: Gérald Forton
- 1953–1954: Liliane und Fred Funcken
- 1954: Albert Uderzo
- 1955–1956: Edouard Aidans
- 1957: Zara
- 1957: Jijé
- 1958: Jean Roba
- 1958: André Franquin
- 1958: Jean-Claude Mézières
- 1959–1968: Herbert
- 1959–1978: Arthur Piroton
- 1959–1968: André H. Beckers
- 1959–1960: Guy Mouminoux
- 1961–1969: Sidney
- 1962–1981: José Lopez Fernandez
- 1962–1963: Willy Lambil
- 1963–1970: Paul Deliège
- 1963–1980: Juan Manuel Cicuendez
- 1965: Hermann
- 1965–1966: Derib
- 1965–1979: Claude Pascal
- 1969–1972: Franz
- 1969–1970: Jean Pleyers
- 1969: Daniel Chauvin
- 1970–1972: Artur Aldoma Puig
- 1971–1973: Marc Hardy
- 1975: Michel Schetter
- 1980–1982: Doughty